# Bač, Serbien
Bač (serbisk kyrilliska: Бач, ungerska: Bács, slovakiska: Báč) är en stad i den nordserbiska provinsen Vojvodina, nära gränsen till Kroatien. Staden har 6 000 invånare (kommunen har 16 000). De flesta invånarna är serber (46,7%), därefter slovaker (19,7%), kroater (8,5%), ungrare (6,1%) m.fl.

## Historia
Bač är en av de äldsta städerna i Vojvodina. Den nämns redan år 535. På 800- och 900-talet hette staden Bagasin. Den arabiske geografen Idrisi nämner staden 1154 och skriver att "Bač är en känd stad som nämns i samband med övriga kända städer." Det är osäkert varifrån stadens namn kommer men det finns flera teorier. Det finns flera andra orter med samma eller liknande namn i andra delar av Balkan.
På 1300-talet byggdes en fästning i staden, den finns delvis kvar ännu idag. Nära fästningen finns en katolsk kyrka byggd i slutet av 1100-talet som under den turkiska ockupationen byggdes om till en moské. I Bač finns även den enda turkiska byggnaden i Vojvodina som är kvar från den tiden, ett turkiskt bad eller hamam.
I Bač finns två serbisk-ortodoxa kyrkor vid namn Sankt Johannes Teologens ortodoxa kyrka och en annan i byn Bođani som är byggd 1478.

## Orter
Följande orter ligger i kommunen:
- Bačko Novo Selo (Бачко Ново Село)
- Bođani (Бођани)
- Plavna (Плавна)
- Selenča (Селенча)
- Vajska (Вајска)

## Bilder

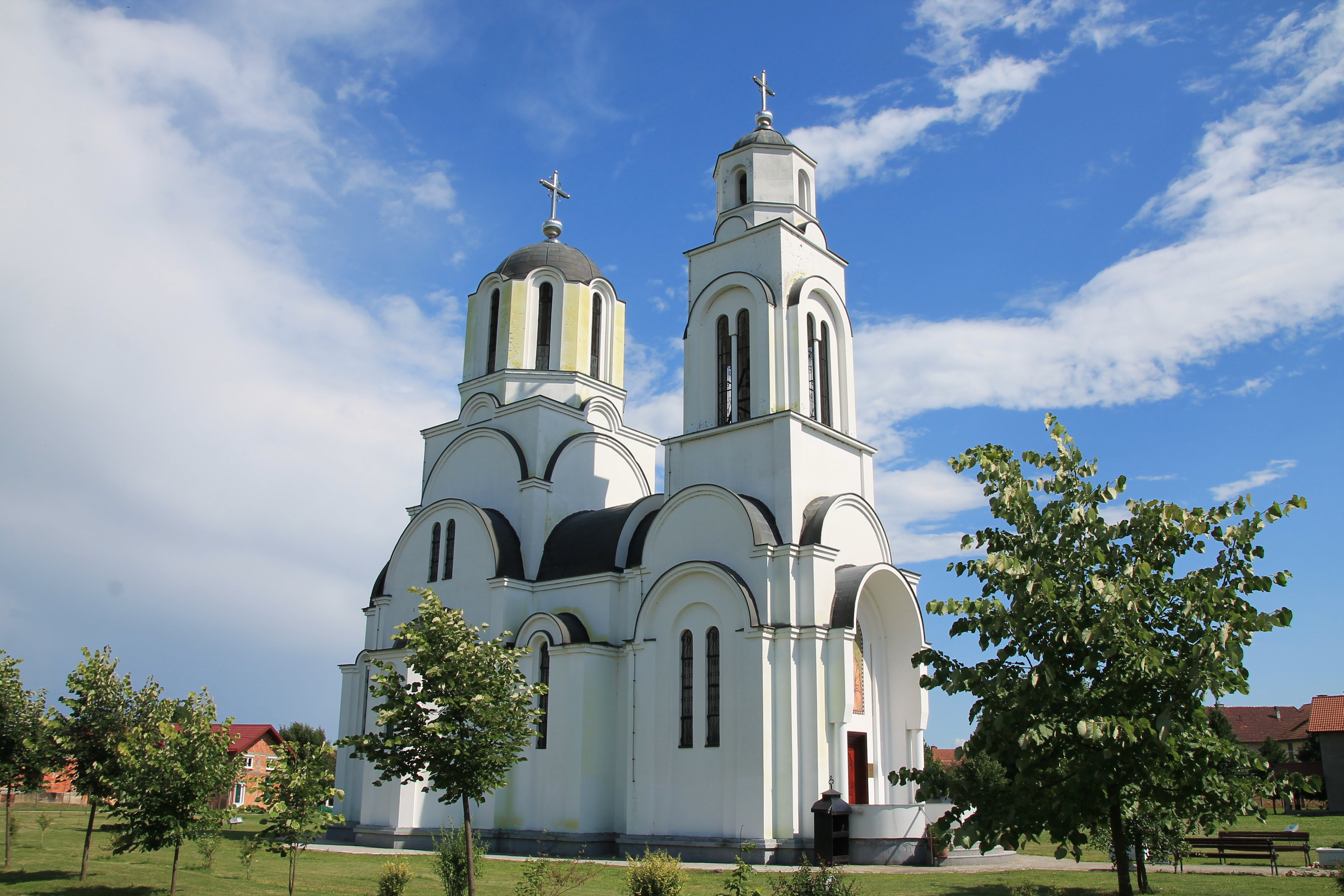
Sankt Johannes Teologens ortodoxa kyrka i Bač.